# Arebius tetonus
Arebius tetonus är en mångfotingart som beskrevs av Chamberlin 1943. Arebius tetonus ingår i släktet Arebius och familjen stenkrypare. Inga underarter finns listade i Catalogue of Life.